# Hoàng Quý Phước
Hoàng Quý Phước (sinh ngày 24 tháng 3 năm 1993 tại Đà Nẵng) là một vận động viên bơi lội Việt Nam. Hoàng Quý Phước bắt đầu tập bơi từ năm 11 tuổi. Lúc ấy, nhờ vào chiều cao nổi trội với các bạn cùng trang lứa nên Phước có lợi thế rất lớn. Trong những ngày tháng sinh hoạt tại bể bơi thành phố Đà Nẵng, Phước đã được các thầy giáo phát hiện tài năng và cử đi thi các giải đấu lớn nhỏ. 
Năm 16 tuổi, Hoàng Quý Phước là thành viên đội tuyển bơi lội tại SEA Games 25 tại Lào và giành được huy chương Đồng ở cự li 100m bướm. Thành tích đầu tiên tại một giải đấu khu vực đó là động lực thúc đẩy Phước quyết tâm giành nhiều huy chương và giải thưởng hơn nữa. 

## Thành tích
- Vô địch bơi lội miền Nam từ năm 2008 đến 2011.
- 5 huy chương vàng bơi lội giải trẻ Đông Nam Á từ năm 2007 đến 2011.
- Huy chương đồng SEA Games 25 năm 2009.
- Tại Đại hội thể dục thể thao toàn quốc 2010, Phước đạt 9 huy chương vàng bơi lội, phá 9 kỷ lục quốc gia.
- Huy chương vàng cự li 100m bướm tại giải bơi lội Malaysia mở rộng 2011.
- Huy chương đồng cự li 50m bướm SEA Games 26 năm 2011.
- 2 huy chương vàng tại SEA Games 26 năm 2011. Đặc biệt, với thành tích 53’’07 ở cự li 100m bơi bướm của Phước đã phá sâu kỷ lục SEA Games (53’’82), lẫn kỷ lục quốc gia (53’’56)và đạt chuẩn B tham dự Olympic Luân Đôn 2012. Lần đầu tiên trong lịch sử, bơi lội Việt Nam mới thực hiện được kỳ tích này ở nội dung 100m bướm nam.
- 3 huy chương bạc tại Sea Games 29 năm 2017 với các nội dung 100 mét tự do, 200 mét tự do và 4x200 mét tự do tiếp sức.